# Poprava slonem

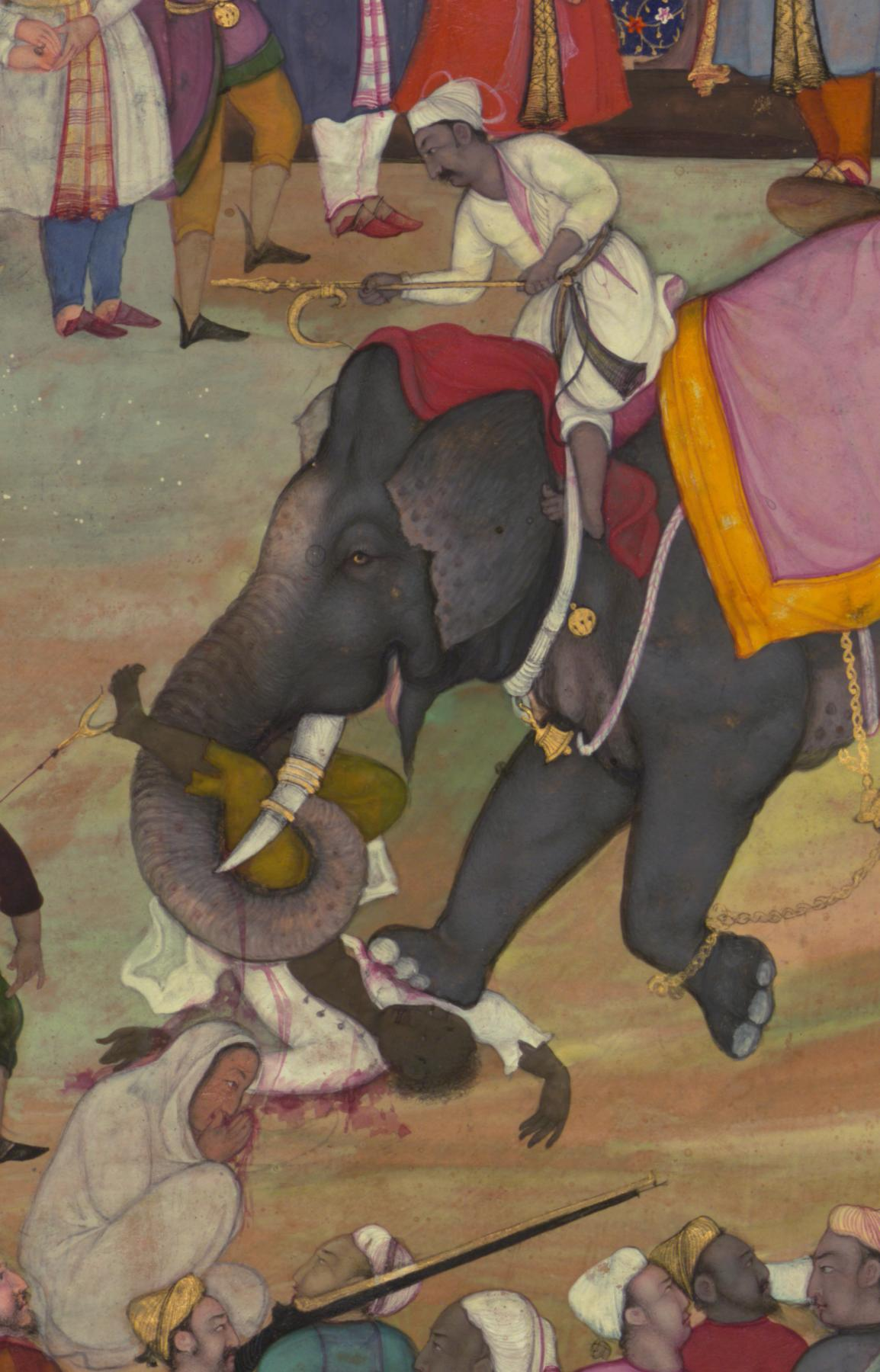
Ilustrace z knihy Akbarnama, oficiální kroniky vlády Akbara Velikého, třetího mughalského císaře

Poprava slonem, zvaná též Gunga Rao, byla metoda vykonání trestu smrti používaná především v jižní a jihovýchodní Asii, a to zejména v Indii, kde byli sloni indičtí používáni k rozdrcení, rozčtvrcení nebo mučení zajatců během veřejných poprav. Zvířata bývala vycvičena k okamžitému zabití obětí nebo k jejich pomalému mučení. Sloni, kteří byli nejvíce využíváni královskou rodinou, symbolizovali vládcovu moc nad životem a smrtí svých poddaných, stejně jako jeho schopnost ovládat divoká zvířata.
Pohled na slony zabíjející zajatce zaznamenali evropští cestovatelé v dobových denících a zprávách o životě v Asii. Tato praxe byla nakonec potlačena evropskými koloniálními mocnostmi, které tuto oblast obsadily během 18. a 19. století. I když se tato metoda nejvíce používala v Asii, v minulosti byla občas využita i evropskými či africkými státy. Použití slonů k popravě vzbouřených vojáků je například zaznamenáno ve starověkém Římu i starověkém Kartágu.

## Kulturní aspekty

Mapa ukazující oblast, kde byly používány popravy slony

Sloni byli pod trvalou kontrolou jezdce nebo mahúta, což vládci umožňovalo na poslední chvíli rozhodnout o odkladu popravy a projevit tak své milosrdenství. Několik takových činů je zaznamenáno v různých asijských královstvích. Siamští králové nechávali slony cvičit tak, aby odsouzeného váleli po zemi spíše pomalu, aby nebyl těžce zraněn. O mughalském císaři Akbarovi Velikém se říká, že "použil tuto techniku k potrestání vzbouřenců, kteří byli pravděpodobně hodně zmučeni, ale nakonec jim byl darován život". Při jedné příležitosti bylo zaznamenáno, že Akbar nechal předhodit slonům muže, aby pět dní trpěl jejich zacházením, než mu udělil milost. Sloni byli také příležitostně používáni při ordálech. Pokud se vězni podařilo slona odrazit, byl propuštěn.
Použití slonů k popravám přesahovalo běžnou královskou moc nad životem a smrtí. Sloni byli dlouho používáni jako symboly královské autority a stále jsou na některých místech, například v Thajsku s bílými slony, drženi v úctě. Jejich použití jako nástrojů výkonu státní moci sebou neslo poselství, že vládce je schopen ovládat velmi mocné tvory, kteří byli zcela pod jeho velením. Vládce tak byl svým lidem viděn jako někdo, kdo udržuje morální a duchovní nadvládu na divokými zvířaty, což mezi jeho poddanými zvyšovalo jeho autoritu i mystiku spojenou s královským úřadem.

## Asie

### Jihovýchodní Asie
Sloni se v předmoderní době používali k popravám v Barmě, na Malajském poloostrově a v Brunejském sultanátu, stejně jako v Čamském království. V Siamském království byli sloni vycvičeni, aby odsouzence vyhodili do vzduchu před tím, než ho udupali k smrti. Dochoval se záznam ze 60. let 16. století o smrti mužů, kteří byli v Ayutthaye ušlapáni slony k smrti za jejich neukázněné chování. Námořník Alexander Hamilton zanechal následující svědectví o Siamském království:
Za velezradu a vraždu je katem slon. Odsouzená osoba je pevně přivázána ke kůlu, který je zaražen do země. Pak je přiveden slon, který si jej prohlédne a dvakrát nebo třikrát jej obejde. Když pečovatel slona k němu promluví, slon omotá svůj chobot kolem člověka a kůlu a s velkou silou vytrhne kůl ze země a vyhodí jej i s odsouzencem do vzduchu. Po dopadu na zem položí slon na odsouzencovo tělo jednu přední nohu a rozmáčkne ho.
V deníku Johna Crawfurda je zaznamenán jiný postup popravy slonem používaný v království Kočinčína (dnešní jižní Vietnam). Crawfurd zde v roce 1821 působil jako britský vyslanec. Ve svém deníku zaznamenal událost, kdy byl odsouzenec přivázán ke kůlu a (vládcův oblíbený) slon se k němu rozběhl a rozmačkal ho k smrti. Zprávu o použití slonů k popravám přinesl ze Sultanátu Aceh francouzský obchodník François Martin, kdy byl slonovi k udupání předhozen cizoložný pár.

### Jižní Asie

#### Indie

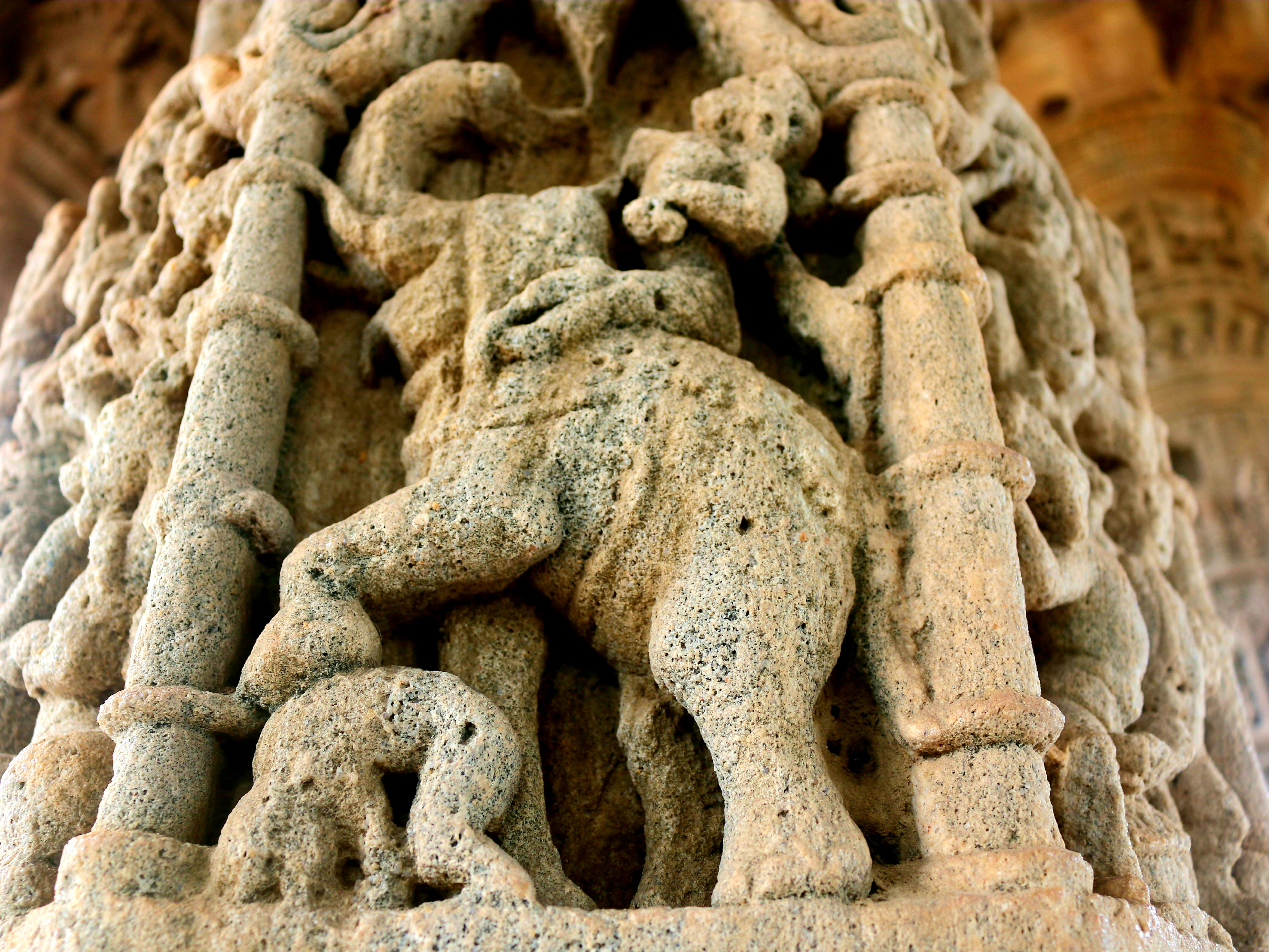
Vyobrazení popravy slonem na sloupu z 11./12. století ve Slunečním chrámu v Modheře v Gudžarátu

Hinduističtí i muslimští vládci v Indii popravovali neplatiče daní, rebely i nepřátelské vojáky "pod nohama slonů". Hinduistický Zákoník Manuův, sepsaný mezi lety 200 př. n. l. až 200 n. l., předepisoval popravu slonem za řadu trestných činů. Pokud byl kupříkladu ukraden majetek, "měl král nechat všechny zloděje přistižené v souvislosti s tímto činem popravit slonem". V roce 1305 pak dillíský sultán proměnil popravu mongolských vězňů na veřejnou zábavu poté, co je nechal rozšlapat slony.
Během mughalské éry bylo běžným způsobem popravy nechat pachatele rozdrtit slonem. Kapitán Alexander Hamilton popisuje případ z roku 1727, kdy mughalský vládce Šáhdžahán nařídil, aby byl odporující vojenský velitel odveden do "sloní zahrady, kde měl být popraven slonem, což bylo považováno za hanebnou a strašnou smrt". Mughalský císař Humájún nařídil rozdrtit slonem imáma, o kterém se mylně domníval, že kritizuje jeho vládu.
Někteří panovníci pořádali tyto popravy pro vlastní zábavu. Mughalský císař Džahángír prý pro své pobavení nařídil rozdrtit obrovské množství zločinců. Francouzský cestovatel François Bernier, který byl očitým svědkem takových poprav, zaznamenal své zděšení nad potěšením, které císař vyjadřoval při výkonu tohoto krutého trestu. Avšak drcení nebylo jedinou popravčí metodou. V Dillíském sultanátu byli sloni cvičeni k rozporcování vězňů na kusy "pomocí špičatých čepelí nasazených na jejich kly". Muslimský cestovatel Abú Abdallah ibn Battúta, který navštívil Dillí ve 30. letech 14. století, se stal takové popravy očitým svědkem a zanechal o ní zprávu.
Maráthský čhatrapatí Sambhaji nařídil takovouto popravu v případě mnoha spiklenců, včetně úředníka Anajiho Datta. Další maráthský vůdce, generál Santaji, udílel takový trest i za nepatrné porušení vojenské kázně.
Spisovatel z počátku 19. století Robert Kerr vyprávěl o tom, jak goaský král choval slony určené na popravování zločinců. Pokud byl jeden ze slonů se svým pánem přiveden, aby rozdrtil odsouzence, učinil tak velmi rychle svou nohou. Ale pokud byl rozkaz člověka mučit, slon odsouzenci lámal kosti postupně, podobně jako tomu bylo při lámání v kole. Tuto flexibilitu sloních úkonů použil francouzský přírodovědec Georges Louis Leclerc jako důkaz, že jsou sloni schopní spíše "lidského uvažování nežli jednoduchého přirozeného instinktu".
Takovéto popravy se často konaly veřejně, aby sloužily jako odstrašující příklad pro každého, kdo by se mohl dopustit nějakého přestupku. K těmto účelům byli vybírání sloni obzvláště velcí, vážící víc než devět tun. Popravy měly být a často opravdu byly strašlivé. Někdy popravě předcházelo mučení, které vykonával stejný slon, který provedl i následnou popravu.
Zachoval se popis popravy z roku 1814 z indického města Baroda (dnešní Vádódara). Jednalo se o popravu otroka, který zavraždil svého pána. Slon byl vyveden se svým řidičem na zádech. Obklopovali jej domorodci držící v rukou bambusy. Zločinec ležel na zemi, s nohama svázanýma provazy, kterými byl připevněn ke kruhu na pravé zadní noze slona. Při každém kroku slona to s mužem trhlo dopředu a postupně tak docházelo k vykloubení jeho končetin. Muž byl vláčením po zemi celý od bahna, ale stále byl naživu, i když prožíval silnou bolest. Poté, co byl takto mučen přibližně hodinu, byl odvezen za město, kde byla jeho hlava rozdrcena sloní končetinou.
Používání slonů k popravám pokračovalo až do druhé poloviny 19. století. Během své výpravy do střední Indie popsal v roce 1868 Louis Rousselet popravu zločince slonem. Podle dochované skici byl odsouzenec nucen položit hlavu na podstavec, kde byl přidržován, zatímco mu ji slon drtil svojí nohou. Skica byla vytvořena jako dřevořez a vytištěna v Le Tour du Monde, široce rozšířeném francouzském časopise o cestování a dobrodružství, stejně jako v zahraničních časopisech, jako byl Harper's Weekly.
Rostoucí moc Britského impéria vedla k postupnému úpadku a nakonec k definitivnímu zániku poprav slonem v Indii. Eleanor Maddock v roce 1914 poznamenala, že od příchodu Evropanů do Kašmíru "mizí mnoho starých zvyků. Jedním z nich je i strašlivý zvyk popravovat zločince slonem vycvičeným k tomuto účelu, takováto poprava byla známa pod označením Gunga Rao.

#### Srí Lanka

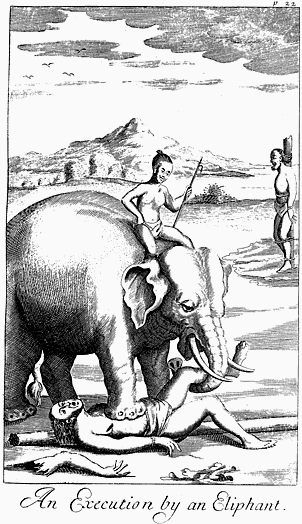
Odsouzený vězeň drcený slonem na Cejlonu. Ilustrace z knihy An Historical Relation of the Island Ceylon od Roberta Knoxe (1681)

Sloni byli široce používání k popravám po celém Indickém subkontinentu a v jižní Asii. Anglický námořník Robert Knox ve svých záznamech z roku 1681 popsal metodu popravy slonem, které byl svědkem, když byl držen v zajetí na Srí Lance. Podle Knoxe měli sloni kly opatřené "ostrou železnou objímkou se třemi hranami." Poté, co sloni oběť nabodli svými kly ji poté "roztrhali na kusy".
Britský diplomat Henry Charles Sirr v roce 1850 popsal svou návštěvu u jednoho ze slonů, kterého používal Sri Vikrama Rajasinha, poslední kandyjský král, k popravám zločinců. Popravy slonem byly zrušeny Brity poté, co v roce 1815 anektovali Kandyjské království, ale králův popravčí slon byl ještě v roce 1850 stále naživu a očividně si pamatoval své dřívější povinnosti. Podle Sirra bylo během místní domorodé dynastie zvykem trénovat slony, aby usmrcovali zločince tím, že je pošlapali. Sloni se také učili prodlužovat agónii popravovaných drcením jejich končetin a vyhýbáním se jejich životně důležitých částí těla. U posledního kandyjského krále se jednalo o oblíbenou formu popravy. Během Sirrovy návštěvy byl jeden z dřívějších popravčích slonů v bývalém kandyjském hlavním městě, a tak si britský diplomat přál otestovat jeho paměť. Slon dostal rozkaz, aby předvedl "popravu". Slon propletl svůj chobot jakoby kolem odsouzence, pak ho položil před sebe, pomalu zvedl zadní nohu, kterou přikládal na místa, kde byl měl člověk končetiny. V této činnosti pokračoval několik minut, poté slon zvedl svůj chobot vysoko nad hlavu a zůstal nehybně stát. Po příkazu slon dokončil popravu tím, že jednou nohou šlápl na odsouzencovo břicho a druhou nohou na hlavu.

### Západní Asie
Ve středověku používalo tento druh popravy několik západoasijských imperiálních mocností, včetně Byzantské říše, Sásánovské říše, Seldžucká říše a Tímúrovská říše. Sásánovský král Husrav II., který měl harém čítající 3000 manželek a 12000 otrokyň, požadoval za manželku Hadiqah, dceru křesťanského Araba Na'amana. Na'aman odmítl dát svoji dceru, která byla také křesťankou, do harému vládce vyznávající zoroastrismus. Za své odmítnutí jej nechal král ušlapat slonem.
Podle dochovaných zpráv se zdá, že praxi ušlapání slonem přijala část muslimského Středního východu. Rabín Petachja z Řezna, židovský cestovatel z 12. století, zaznamenal takovouto popravu během svého pobytu v severní Mezopotámii (dnešní Irák), která byla v té době ovládána Seldžuckou dynastií.

## Evropa
Perdikkás, který se stal po smrti Alexandra Velikého v roce 323 př. n. l. regentem Makedonského království, nechal v Babylónu vzbouřence z frakce generála Meleagera předhodit slonům, aby je rozdrtili. Římský spisovatel Quintus Curtius Rufus zaznamenal tento příběh ve svém díle Historiae Alexandri Magni. Podobně římský spisovatel Valerius Maximus zaznamenal, jak generál Lucius Aemilius Paullus Macedonicus poté, co byl poslední makedonský král Perseus Makedonský v roce 167 př. n. l. poražen v boji, nechal shodit muže za dezerci pod slony, aby je ušlapali.

## Afrika
V roce 240 př. n. l. bojovala kartaginská armáda vedená Hamilkarem proti koalici vzbouřených vojáků a vzbouřených afrických měst vedených Spendiusem. Po prohrané bitvě, kdy síla numidské jízdy dezertovala ke Kartagincům, nechal Spendius umučit k smrti 700 kartaginských vězňů. Od této chvíle byli vězni zajatí Kartaginci ušlapáváni k smrti válečnými slony.
Méně záznamů existuje o tom, že by v této oblasti byli sloni používáni jako kati civilního obyvatelstva. Jeden takový případ uvádí Flavius Iosephus a deuterokanonický spis 3. kniha Makabejská v souvislosti s egyptskými Židy, ačkoliv je příběh pravděpodobně apokryfní. Kniha popisuje pokus Ptolemaia IV. Filopátora, který vládl v letech 221 až 204 př. n. l., zotročit egyptské Židy a označit je symbolem Dionýsa. Když se většina Židů postavila na odpor, král je prý obklíčil a nařídil, aby je pošlapali sloni. Masová poprava byla podle této knihy nakonec zmařena (kniha uvádí, že k tomu došlo zásahem andělů) a od té doby král Ptolemaios zaujal ke svým židovským poddaným mnohem shovívavější postoj.